# Daedalus-Projekt

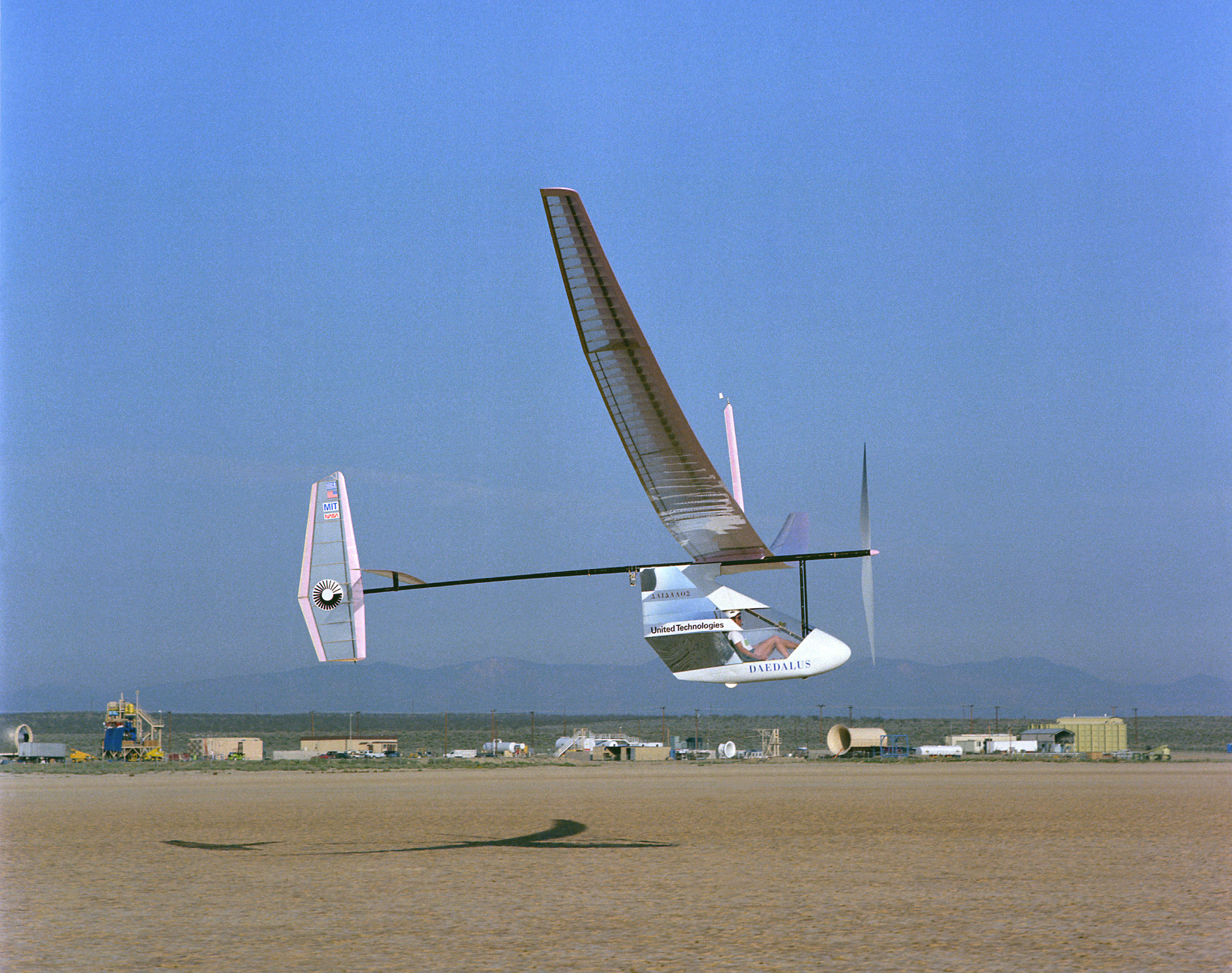
Die Daedalus 88 im Flug

Das Daedalus-Projekt ist ein Projekt des Massachusetts Institute of Technology (MIT), bei dem von 1986 bis 1988 von Professoren und Studenten des MIT ein Muskelkraft-Flugzeug entworfen und gebaut wurde. Ein Flugzeug dieses Typs, die Daedalus 88, flog am 23. April 1988 von Iraklio auf Kreta nach Santorin. Wenige Meter vor dem Strand von Santorin zerbrach eine Windböe das Flugzeug.
Das Projekt wurde nach der Figur aus der griechischen Mythologie Daidalos benannt.

## Gebaute Flugzeuge

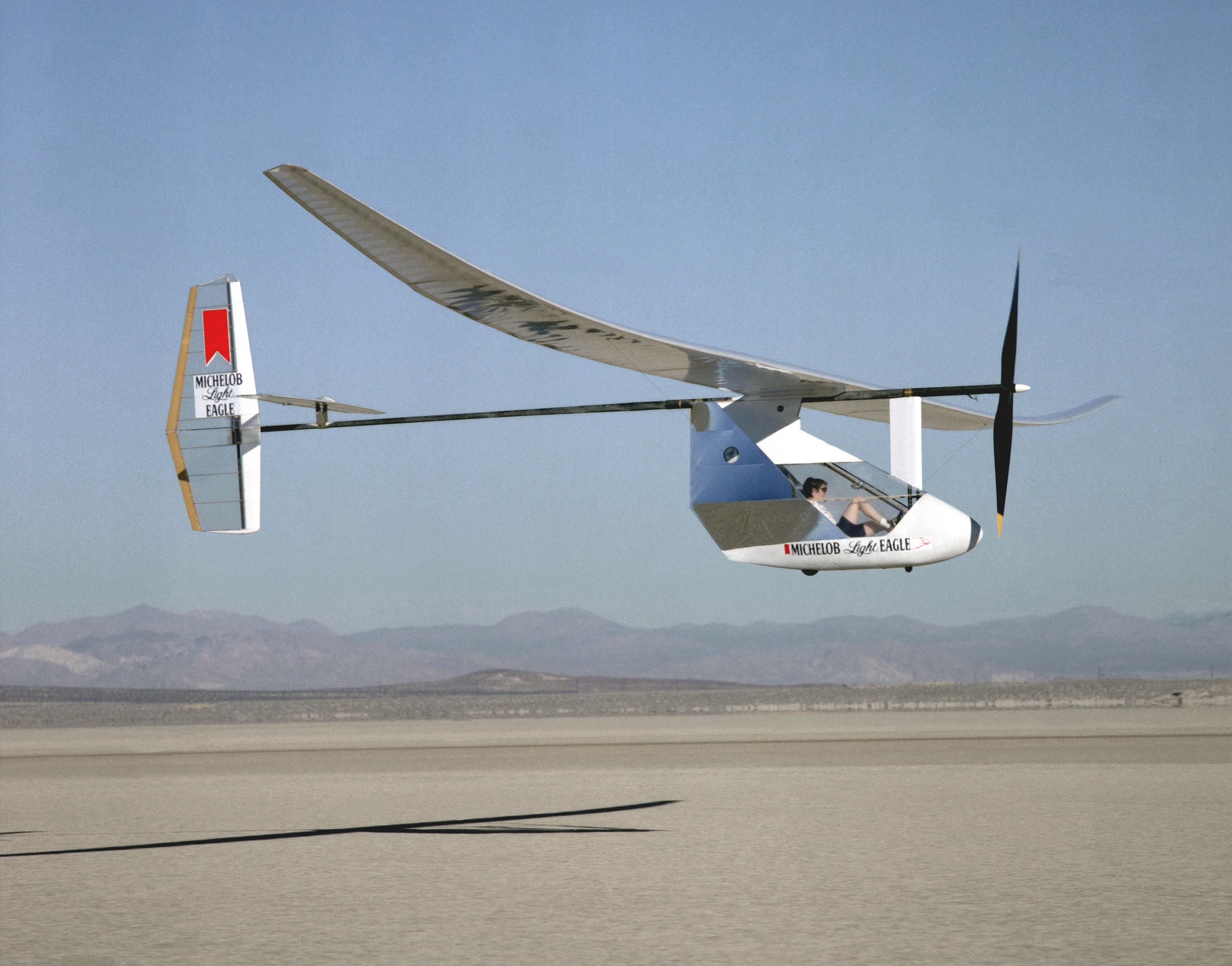
Die Light Eagle bei einem Testflug

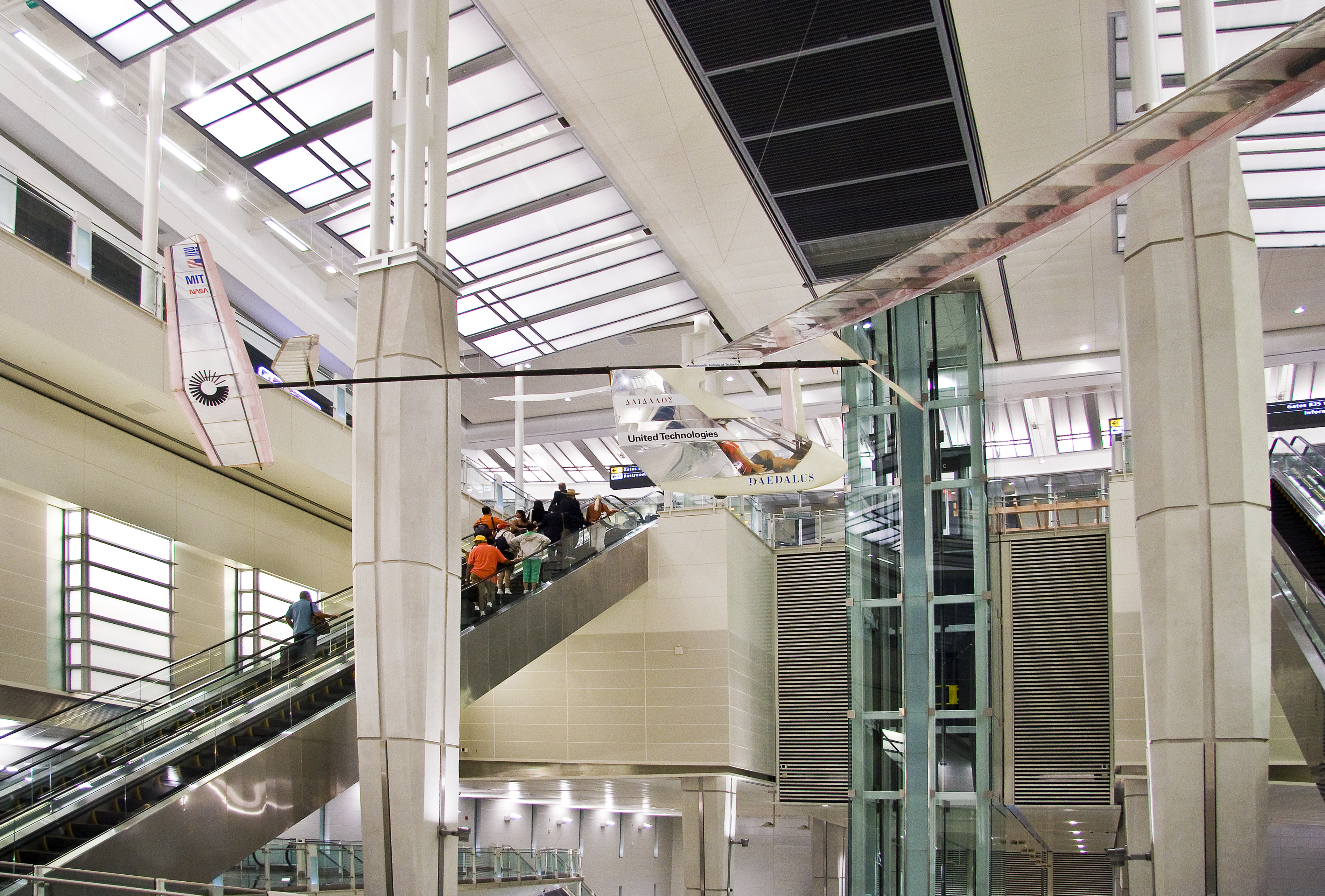
Die Daedalus 87 als Dekoration im Washington Dulles International Airport

Es wurden drei Flugzeuge des gleichen Typs gebaut:
- Light Eagle – Leermasse 42 kg, Spannweite 34 m, Länge 8,6 m. 
 Prototyp. Wurde später in ein unbemanntes Solarflugzeug namens SunLight Eagle umgebaut.
- Daedalus 87 – Leermasse 31 kg, Spannweite 34 m, Länge 8,6 m. 
 Absturz in Rogers Dry Lakebed am 17. Februar 1988. Anschließend wieder aufgebaut, um als Ersatz für die Daedalus 88 dienen zu können. Bis 2009 war sie im Museum of Science in Boston ausgestellt. Seither hängt sie im Zugangsbereich des Terminals B des Dulles International Airport bei Washington.
- Daedalus 88 – Leermasse 32 kg, Spannweite 34 m, Länge 8,6 m, Tragfläche: 29,98 m². 
 Flog von Kreta nach Santorin (Gesamtgewicht inklusive des Piloten: 104 kg). Zerbrach kurz vor der Landung und fiel ins Meer. Das Wrack befindet sich in einem Depot des National Air and Space Museum bei Washington.

## Aufbau
Anders als die mit Muskelkraft angetriebenen Flugzeuge von Paul MacCready in den 70er Jahren Gossamer Albatross und Gossamer Condor sind die Flugzeuge des Daedalus-Projekts wie ein traditionelles Segelflugzeug ausgelegt. Eine große, stark gestreckte Tragfläche ohne Pfeilung wird durch ein Leitwerk an einem weit nach hinten reichenden Rumpf ergänzt. Das Leitwerk stabilisiert das Flugzeug um die Nick-Achse und um die Gierachse. Eine Stabilisierung um die Längsachse wird durch eine im Flug deutlich ausgeprägte V-Stellung des Hauptflügels erreicht. Der Antrieb erfolgt durch einen großen an der Spitze des Flugzeugs montierten Propeller. Der Propeller wird durch Pedale angetrieben, die der Pilot in einem an Liegeräder angelehnten Sitz betätigt.
Das Geheimnis der Belastbarkeit des Flugzeugs, das für seine Größe (Spannweite größer als bei einer Boeing 727) ein außerordentlich niedriges Gewicht aufwies, lag in einer sorgfältigen Materialauswahl und gründlichen Belastungstests der verschiedenen Komponenten. Der Rahmen bestand hauptsächlich aus Stäben aus Kohlenstofffaserverstärktem Kunststoff und hochdruckfestem Polyesterschaum, die Haut aus Mylar. Getriebekästen und das gesamte Getriebe waren aus Aluminium gefertigt. Über den Pedalantrieb wurde mittels einer Getriebeübersetzung im Verhältnis von 1:1,5 ein knapp dreieinhalb Meter großer Propeller angetrieben, mit dem im Mittel 105 Umdrehungen pro Minute erreicht wurden. Über handgesteuerte Hebel konnten Höhen- und Seitenruder sowie der verstellbare Propeller betätigt werden.
Alle wesentlichen Aspekte der Flugzeugkonstruktion wurden systematisch analysiert, unter anderem das Flugzeugdesign, der Propeller, das Gewicht, die erforderliche Leistung des Piloten und die Steuerung des Flugzeugs.

## Absolvierte Flüge

### Light Eagle und Daedalus 87
Den ersten Flug im Prototyp Light Eagle absolvierte die Amateur-Triathletin Lois McCallin: 1986 legte sie damit 16 Kilometer in 37 Minuten (26 Kilometer pro Stunde) zurück. Mit der Light Eagle (intern auch „Emily“ genannt) wurden im Januar 1987 auf der Edwards Air Force Base von Glen Tremml und Lois McCallin mehrere Rekorde erflogen.
Mit diesem Flugzeug und der Daedalus 87 wurden von 1987 bis 1988 von der NASA am Dryden Flight Research Center Untersuchungen vorgenommen, unter anderem zur Dynamik von Flugzeugen mit einer niedrigen Reynoldszahl. Die Ergebnisse, die aus diesen Untersuchungen gewonnen wurden, hatten einen direkten Einfluss auf das Design von vielen später gebauten, hoch und weit fliegenden Flugzeugen.
Die Light Eagle wurde im Jahr 2009 von Aurora Flight Sciences, einem Hersteller von unbemannten Luftfahrzeugen, in ein unbemanntes Solarflugzeug umgewandelt und in SunLight Eagle umbenannt. Dank der Ausstattung mit Akkus konnte die SunLight Eagle auch unter Wolken und bei Nacht fliegen.

### Daedalus 88
Die Daedalus 88 sollte einen Langstreckenrekord für muskelkraftbetriebene Flugzeuge aufstellen. Entsprechend der griechischen Sage von Daedalus, der mit Hilfe von Schwingen aus Wachs und Federn von Kreta aus über das Mittelmeer geflogen sein soll, um dem König Minos zu entkommen, führte der Rekordflug der Daedalus 88 am 23. April 1988 von Iraklio auf Kreta nach Santorin. Pilot war der griechische Radrennfahrer Kanellos Kanellopoulos. Das Flugzeug legte die Distanz von 115,11 Kilometern in 3:54:59 Stunden zurück. Es flog mit einer mittleren Geschwindigkeit von etwa 29,5 km/h (bei Rückenwind) und in einer Höhe von 5 bis 10 Metern.
Ausgestattet mit einem speziellen Glucose-Mineral-Mischgetränk, pedalierte Kanellopoulos fast vier Stunden ohne größere Probleme durch die Luft. Etwa 30 Meter vor dem Strand von Perissa auf Santorin endete der Flug wegen einer Windböe im Wasser. Durch die Böe wurde erst das Heck und kurz darauf ein Flügel abgerissen und der Pilot musste an Land schwimmen.